# Licibořice
Licibořice là một làng thuộc huyện Chrudim, vùng Pardubický, Cộng hòa Séc.